# Pentagram Chile
Pentagram Chile ist eine chilenische Thrash- und Death-Metal-Band aus Santiago de Chile, die im Jahr 1985 unter dem Namen Pentagram gegründet wurde, sich 1988 auflöste, 2001 wieder für einen Auftritt zusammenfand und seit 2009 wieder regelmäßig Konzerte spielt.

## Geschichte
Die Band wurde im Jahr 1985 von Gitarrist und Sänger Anton Reisenegger und Gitarrist Juan Pablo Uribe unter dem Namen Pentagram gegründet, wobei beide zu diesem Zeitpunkt noch nicht wussten, dass es bereits eine gleichnamige Band gab. Zusammen entwickelte die Band die ersten Lieder, wobei die Stücke anfangs nach primitiveren Versionen der Lieder ihrer Vorbilder wie Slayer, Possessed, Dark Angel, Celtic Frost, Kreator und Destruction klangen. Am 28. Dezember 1985 folgte ihr erster Auftritt, wobei Eduardo Topelberg als Schlagzeuger in der Band vertreten war. Es dauerte jedoch noch über ein Jahr, bis er als permanentes Mitglied zur Band kam. Im Januar 1987 nahm die Band ihr erstes Demo auf. Dadurch erreichte die Band eine größere Popularität und spielte Konzerte in ganz Chile. Die Band war noch immer ein Trio, wobei Reisenegger den Bass im Studio übernahm, während Uribe für Live-Auftritte von der E-Gitarre zum Bass wechselte. Kurz nach der Fertigstellung des ersten Demos, begab sich Reisenegger nach Brasilien zu seinen Brieffreunden Max und Igor Cavalera von Sepultura in Belo Horizonte. Während eines Zwischenstopps in Rio de Janeiro erreichte er einen Vertrag mit dem brasilianischen Label Point Rock. Durch fehlende Kommunikation zwischen der Band und dem Label kam es jedoch nie zu einer Veröffentlichung, so dass der Vertrag schon bald wieder aufgelöst wurde. Zwei Lieder des ersten Demos erschienen jedoch als EP bei dem schweizerischen Label Chainsaw Murder Records. Kurz nach der Veröffentlichung kam Bassist Alfredo Peña zur Besetzung, wodurch die Besetzung komplettiert wurde. Danach folgten weitere Auftritte in Chile, wobei einige durch Augusto Pinochet abgesagt wurden, da dieser die Auftritte nicht duldete. Währenddessen arbeitete die Gruppen außerdem an einem zweiten Demo. Nach der Veröffentlichung des zweiten Demos im Jahr 1987, löste sich die Band aufgrund des fehlenden Erfolges vorerst auf. Die letzten Auftritte fanden 1988 statt. 

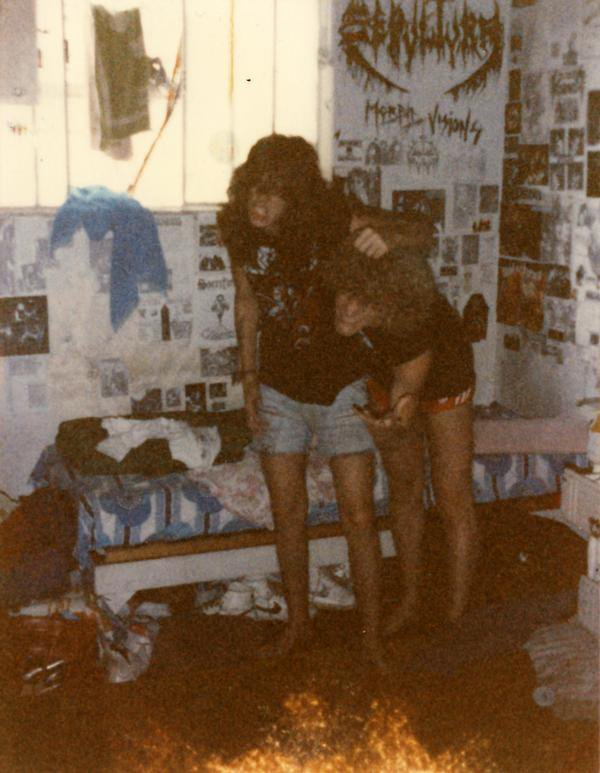
Anton Reisenegger mit Max Cavalera

Reisenegger gründete eine Band namens Fallout und gründete später die Band Criminal. Peña trat der chilenische Thrash-Metal-Band Necrosis bei und verübte im Jahr 1990 Suizid. Topelberg spielte in diversen Bands wie etwa Dorso. Uribe spielte nur in ein paar kleineren Rock-’n’-Roll-Bands und konzentrierte sich ansonsten auf seine Karriere als Lehrer und Personal Trainer. Während Pentagrams Inaktivität wurden ihre Stücke von vielen Bands wie Avulsed, Chiles Torturer, Pentacle und Napalm Death gecovert. Im Jahr 2000 veröffentlichte Picoroco Records in Zusammenarbeit mit Reisenegger die Kompilation Pentagram mit beiden Demos sowie Live-Aufnahmen. Im Jahr 2001 fand die Band für einen Auftritt in Santiago wieder zusammen, wobei Criminals Juan Francisco Cueto den verstorbenen Bassisten Alfredo Peña ersetzt. Das Konzert wurde aufgenommen und später als CD und VHS bei Picoroco Records veröffentlicht. Im Jahr 2008 erschien über Cyclone Empire Records die selbstbetitelte Kompilation mit weiteren Extras unter dem Namen Under the Spell of the Pentagram. Als Extras war das Konzert aus dem Jahr 2001 sowie Konzertaufnahmen aus den 1980er-Jahren enthalten. Danach plante die Band eine erneute Wiedervereinigung unter dem Namen Pentagram Chile und hielt im Sommer 2009 einige Auftritte ab.

## Stil
Die Band spielt eine Mischung aus Thrash- und Death-Metal, die Lieder werden mit den alten Werken von Possessed sowie Kreator und Xecutioner (später Obituary) verglichen.

## Diskografie
- Demo #1 (Demo, 1987, Eigenveröffentlichung)
- Fatal Prediction / Demoniac Possession (EP, 1987, Chainsaw Murder Records)
- Demo #2 (Demo, 1987, Eigenveröffentlichung)
- White Hell (Demo, 1991, Eigenveröffentlichung)
- Pentagram (Kompilation, 2000, Picoroco Records)
- Reborn 2001 (Live-Album, 2001, Picoroco Records)
- Under the Spell of the Pentagram (Kompilation, 2008, Cyclone Empire Records)
- The Malefice (Studioalbum, 2013, Cyclone Empire Records)